# МР-20
МР-20 — советская одноступенчатая твердотопливная метеорологическая ракета. Модификация ракеты МР-12 с высотой подъёма до 200—230 км. Высота подъёма и активное использование в геофизических исследованиях позволяет отнести её также к классу геофизических ракет.
Выпускалась также модификация МР-25 (М-250), с увеличенной до 250 км высотой подъёма.

## Описание
МР-20 это неуправляемая одноступенчатая твердотопливная ракета с аэродинамическими стабилизаторами. Корпус двигателя представляет собой сварную трубу, закрытую сверху съемным дном (крышкой); на нижнем дне закреплено сопло. Нижняя часть корпуса длиной 1300 миллиметров термически изолирована. Используемый в 1960-е годы баллиститный порох обусловил применение вкладных зарядов. Шашки имеют форму трубки с диаметром внутреннего канала 100 миллиметров и состоят из двух сегментов, соединенных эластичной прокладкой.
Пуск производится по траектории, близкой к вертикали, из стартовой установки со спиральными направляющими, придающими ракете вращение вокруг её продольной оси. Вращение позволяет исключить влияние асимметрии тяги двигателей и аэродинамики корпуса ракеты на траекторию полёта. Увеличение скорости вращения до 320 оборотов в минуту обеспечивается наклонением двух поворотных плоских стабилизаторов, расположенных на противоположных сторонах ракеты. Угол их отклонения устанавливается в зависимости от массы головной части. По сравнению с МР-12 имела увеличенную длину и вес заряда топлива.

## Технические характеристики ракетМР-12, МР-20 и МР-25
| Полная масса                   | 1485…1620 кг  |
| Тяга двигателя                 | 10360 кгс     |
| Время работы РДТТ              | 21±3 с        |
| Удельный импульс топлива       | 205 с         |
| Масса топливного заряда        | 1200 кг       |
| Максимальная осевая перегрузка | до 23 g       |
| Скорость вращения              | до 320 об/мин |
| Масса головной части           | 122-280 кг    |
| Масса целевой аппаратуры       | 50-100 кг     |
| Длина (полная)                 | 8770…10370 мм |
| Калибр                         | 450 мм        |
| Высота подъёма                 | 200-230 км    |

## Пуски
С 1977 по 1979 г. были осуществлены успешные работы по загоризонтному обнаружению одиночных и групповых стартов отечественных баллистических ракет (БР) на дальности 5600 км. Имитаторы РЛС сигналов БР размещались на расстоянии 3000 км (Джезказган), 6000 км (Чита) и 7500 км (бухта Ольги на Дальнем Востоке). Многочастотные вертикальные измерители поля устанавливались на борту геофизических ракет 217 МАП и МР20 и служили для измерения характеристик ЭМ поля до высоты 250 км на удалении 6000 км от РЛС. Научным руководителем был Эфир Иванович Шустов, сотрудник НИИДАРа.
В 1991 году проходил международный космический эксперимент с инжекцией бариевых облаков под названием «CRRES» (Combined Release and Radiation Effects Satellite). Изучали спектральный состав искусственных облаков в космосе, их динамику. «Подкрашивая» силовые линии магнитного поля, исследовали различные процессы в области физики плазмы в ионосфере. Провели специальный эксперимент — выбросили бариевое облако вечером, в центральной части Атлантического океана. Запуск произвели не со спутника программы «CRRES», а с судна «Профессор Визе» геофизической ракетой МР-20, которая поднимается на высоту около 200 километров. Всю ночь судно находилось в месте запуска ракеты, и утром, когда солнце поднялось на высоту вчерашнего облака его можно было наблюдать спустя 12 часов. Это было подтверждение того, что существуют условия, когда возникают долгоживущие плазменные образования.
5 февраля 1982 г.  изобретателем Аркадием Польшаковым была подана заявка  в Патентное ведомство СССР на Способ получения светящихся образований в ионосфере,  на которое, после проверки на мировую новизну, в 1988 г. было впервые в мире получено авторское свидетельство № 1279505  на это пионерское изобретение (Бил. Патен. вед. № 21). Изобретение дополняет известные средства массовой информации – радио и телевидение т.к. позволяет получать в околоземном космическом пространстве цветные светящиеся образования значительной протяженности и может быть использовано не только в научных, но и рекламных, и эстетических целях.
В период с 1966 по 1992 гг. на высотах 100—240 км получены данные по составу верхней атмосферы с помощью радиочастотных масс-спектрометров, установленных на российских метеорологических ракетах МР-12 и МР-20, а также по программам международного сотрудничества на индийских ракетах Centauere и французских Dragon IIB и Veronique. Пуски проводились на станциях ракетного зондирования «Волгоград» (48° с.ш.) и на о. Хейса (Земля Франца-Иосифа, 81° с.ш.), на полигоне в Тумбе (Индия, геомагнитный экватор), а также на французских полигонах в Ландах (Юго-запад Франции, 44° с.ш.) и в Куру (Французская Гвиана, 14° с.ш.). Кроме того, большое количество пусков было проведено с бортов научно-исследовательских судов Росгидромета «Профессор Зубов» и «Профессор Визе» в Атлантическом океане в диапазоне широт от 38° ю.ш. до 71° с.ш.. Всего за указанный период было осуществлено более 200 результативных экспериментов в различных гелиогеофизических условиях.
Всего осуществлено свыше 100 пусков ракет МР-20 и МР-25 на высоты, превышающие 200 км.
Перечень пусков МР-12, МР-20 и МР-25 приведен на сайте Encyclopedia Astronautica. © Mark Wade, 1997—2008